# Странн Нильсен, Харальд Кристиан
Харальд Кристиан Странн Нильсен (норв. Harald Christian Strand Nilsen, род. 7 мая 1971 года, Йёвик) — норвежский горнолыжник, призёр олимпийских игр и этапов Кубка мира. Специализировался в гигантском слаломе и комбинации.
В Кубке мира Странн Нильсен дебютировал 26 февраля 1991 года, в январе 1994 года впервые в карьере попал в тройку лучших на этапе Кубка мира, в комбинации. Всего имеет на своём счету 6 попаданий в тройку лучших на этапах Кубка мира, по 3 в гигантском слаломе и комбинации. Лучшим достижением в общем зачёте Кубка мира, является для Странн Нильсена 13-е место в сезоне 1994/95.
На Олимпийских играх 1994 года в Лиллехаммере завоевал бронзовую медаль в комбинации, при этом все медали достались норвежцам, первым стал Лассе Кьюс, а вторым Хьетиль Андре Омодт.
На Олимпийских играх 1998 года в Нагано стартовал в гигантском слаломе, но сошёл в первой попытке.
За свою карьеру участвовал в четырёх чемпионатах мира, лучший результат 7-е место в комбинации на чемпионате мира 1997 года.
Завершил спортивную карьеру в 2003 году. После завершения спортивной карьеры работал мануальным терапевтом.